# Norton Radstock
Norton Radstock este un oraș în comitatul Somerset, regiunea South West, Anglia. Orașul se află în districtul Bath and North East Somerset și este format prin contopirea orașelor Midsomer Norton și Radstock.